# 프란츠 요제프 폰 호엔촐레른엠덴 공자

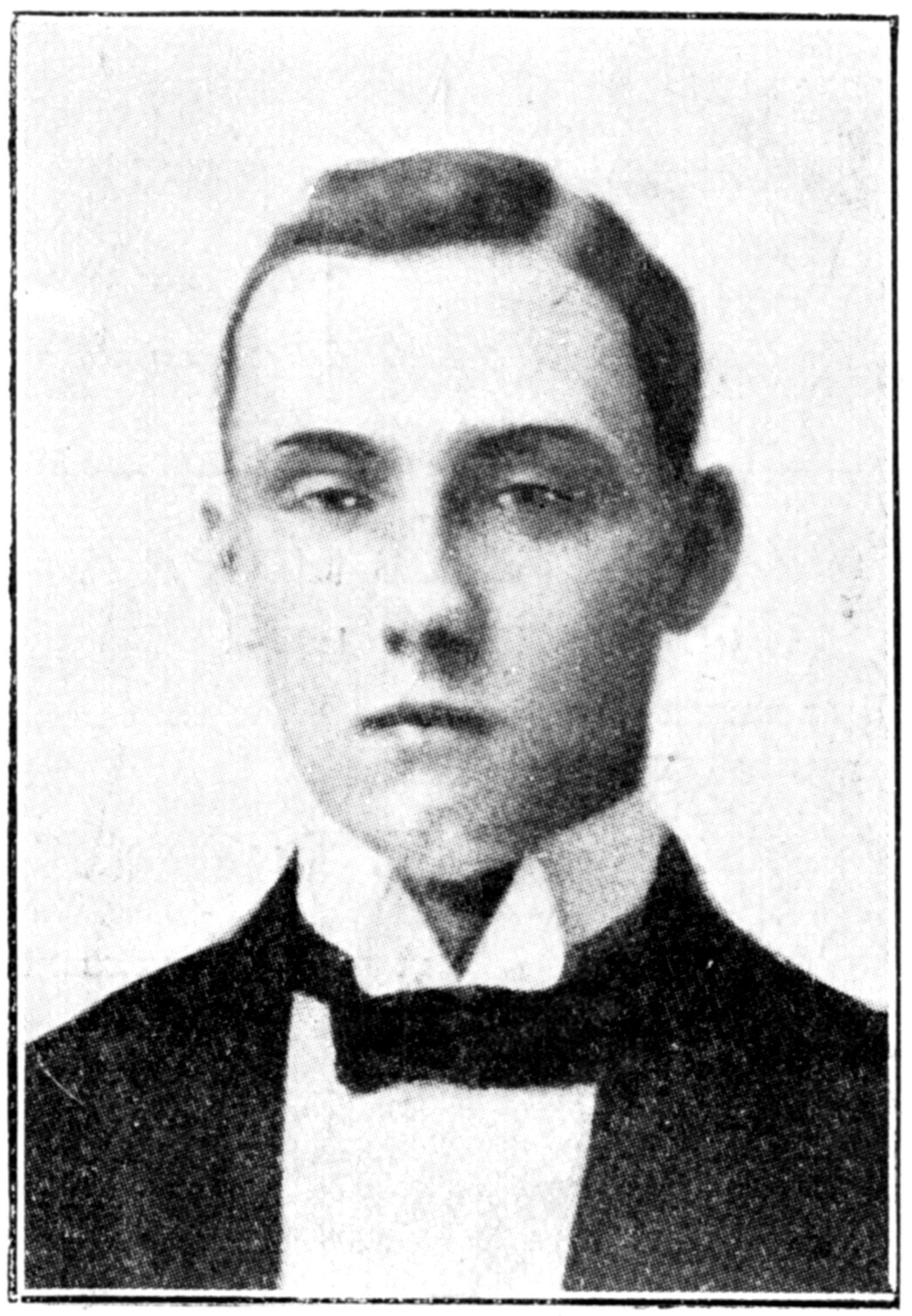
프란츠 요제프 폰 호엔촐레른엠덴 공자

호엔촐레른엠덴 공자 프란츠 요제프(Franz Joseph, Prince of Hohenzollern-Emden, 1891년 8월 30일 ~ 1964년 4월 3일)는 호엔촐레른 가문의 로마 가톨릭 지부의 일원이었다. 그는 호엔촐레른 공자 프란츠 요제프로 태어나 1933년에 프린츠 폰 호엔촐레른엠덴이라는 성을 채택했다.